# Эсанов, Мухиддин Турдиевич
Мухиддин Турдиевич Эсанов (узб. Muxiddin Turdievich Esanov; род. в 1952, Узбекская ССР, СССР) — государственный деятель Республики Узбекистан, хоким Бухарской области (27 декабря 2011—16 декабря 2016 гг.).

## Биография
Первый заместитель министра сельского и водного хозяйства Республики Узбекистан по агротехнологическим вопросам. Был хокимом Вабкенского района Бухарской области. 27 декабря 2011 года по приказу Ислама Каримова был назначен хокимом Бухарской области.